# 霍尔策狸藻
霍尔策狸藻（學名：Utricularia holtzei）為狸藻屬一年生水生食虫植物。其种加词“holtzei”来源于澳大利亚植物采集者M·霍尔策（M. Holtze）。霍尔策狸藻为澳大利亚北领地的特有种。